# Ahlam Khudr
Ahlam Khudr (en arabe : أحلام خضر 'Āḥlām Khuḍr) est une infirmière et militante soudanaise.

## Biographie
Ahlam Khudr est infirmière. Son fils, Khudr, est tué à l'âge de dix-sept ans, lors d'une manifestation pacifique en 2013, dans le cadre des manifestations de 2011-13 au Soudan. 
Depuis, elle est militante, se qualifiant elle-même de « mère de tous les martyrs ». Active dans des forums clandestins, elle est brutalement battue lors de son arrestation par les forces de sécurité.
En décembre 2018, Ahlam Khudr est une figure importante de la révolution soudanaise . En 2019, elle figure parmi les 100 femmes de la BBC,.